# おおかみ座
おおかみ座（）は、現代の88星座の1つで、プトレマイオスの48星座の1つ。オオカミをモチーフとしている。さそり座とケンタウルス座に挟まれた領域にあり、星座の南端が-55.6°と南天の深い位置にあるため、日本など北半球の中緯度地域から星座の全容を見ることは難しい。

## 主な天体

### 恒星
2等星のα星のほか、6つの3等星がある。これらαからηまでの7星は、全て見かけの明るさがギリシア文字のアルファベット順に並んでおり、β・ζを除く5星は「上部ケンタウルス・おおかみアソシエーション (Upper Centaurus Lupus association, UCL)」と呼ばれるOBアソシエーションのメンバーと見られている。
2023年7月現在、国際天文学連合 (IAU) によって固有名が認証されている恒星は1つもない。
- α星：太陽系から約465 光年の距離にある、見かけの明るさ2.286 等、スペクトル型B1.5IIIの青色巨星で、2等星[8]。変光星としては脈動変光星の分類の1つ「ケフェウス座β型変光星 (BCEP)」に分類され、0.2598466日の周期で0.05等級の振幅で変光する[9]。おおかみ座で最も明るく見える。
- β星：太陽系から約383 光年の距離にある、見かけの明るさ2.68 等、スペクトル型B2III の青色巨星で、3等星[10]。
- γ星：太陽系から約421 光年の距離にある、ともにB型のスペクトルを持つ見かけの明るさ3.48 等のA星と3.51 等のB星による連星系[11]。A・Bのペアは互いの共通重心を約190年かけて公転している[12]。A星はそれ自体が分光連星で、2021年の研究でA星の伴星Abは前主系列星であるとされた[13]。
- δ星：太陽系から約485 光年の距離にある、見かけの明るさ3.190 等、スペクトル型B1.5IVの準巨星で、3等星[14]。変光星としてはケフェウス座β型変光星に分類され、0.16547日の周期で0.04等級の振幅で変光する[15]。
- ε星：太陽系から約512 光年の距離にあるB型星の多重星系[16]。約4.56日の周期で互いに公転するAa・Abのペアの周囲をB星が約740年の周期で公転するという階層構造を持つ連星系[17]で、地球からは見かけの明るさ3.366 等の単独の星に見える[16]。Aa・Abのペアは「二重磁場を持つ早期型星の連星系」としてユニークな存在であり、高温星の磁場の起源と進化やコンパクトな系での相互作用を探る研究対象となっている[17]。
- ζ星：太陽系から約113 光年の距離にある、見かけの明るさ3.41 等、スペクトル型G8III の巨星で、3等星[18]。約70秒離れた位置に見える7等星のHD 134483と連星を成している[19]。
- η星：太陽系から約545 光年の距離にある[20]連星系。肉眼では見かけの明るさ3.41 等の恒星に見えるが、実際には3つの星からなる連星系で、スペクトル型B2IVの輝巨星のA星とスペクトル型A5Vpの化学特異星のB星の周囲をスペクトル型F5VのF型主系列星のC星が周回するという階層構造を持っている[21]。
- GQ星：太陽系から約500 光年の距離にある、見かけの明るさ11.66 等、スペクトル型K7Ve の前主系列星[22]。変光星としてはオリオン変光星のサブタイプIN(YY)に分類されており、さらに進化の過程を経たのちに主系列星に至ると考えられている[23]。直接撮像で撮影された最初の太陽系外惑星候補天体である伴星おおかみ座GQ星bをともなっている（この伴星の質量は木星質量の3～42倍と見積もられており、13倍を超える場合は褐色矮星の可能性もある）。
- SN 1006：1006年に現れた超新星で「おおかみ座超新星[24] (英: Lupus SN[25])」とも呼ばれる。鎌倉時代の公家藤原定家の自筆日記『明月記』には、1006年当時の天文博士安倍吉昌が観測した記録があることが残されている[注 1]。『明月記』の記録では、螢惑（火星）のように明るく光り輝いていたとされる。

### 星団・星雲・銀河
メシエ天体は1つもない。また、パトリック・ムーアがアマチュア天文家の観測対象に相応しい星団・星雲・銀河を選んだ「コールドウェルカタログ」に選ばれている天体もない。
- IC 4406：太陽系から約8,600 光年の距離にある惑星状星雲[27]。ケンタウルス座との境界線近くにある。人間の眼の網膜を思い起こさせるような微細構造を持つことから「網膜星雲[28](Retina Nebula[29])」と呼ばれることもある。

- 超新星SN 1006 の超新星残骸の合成画像。可視光のデータはチリ ラ・セレナ近郊のアメリカ国立科学財団 (NSF) のセロ・トロロ汎米天文台 (CTIO) に置かれたミシガン大学0.9 m カーティス・シュミット望遠鏡から、X線のデータはX線天文衛星「チャンドラ」から、電波のデータはニューメキシコ州ソコロの国立電波天文台超大型アレイ (NRAO/VLA) とウェストバージニア州グリーンバンクのグリーンバンク望遠鏡 (GBT) から、それぞれ得られたデータを合成して作成された。
- ハッブル宇宙望遠鏡 (HST) の広視野惑星カメラ2 (WFPC2) が捉えた惑星状星雲IC 4406。双極状の構造と眼の網膜のような微細構造を確認できる。

## 由来と歴史
おおかみ座の原型は、紀元前3000年紀の古代メソポタミアの記録に登場する Uridimmu と呼ばれる人頭獣身の姿をした想像上の生物の星座に遡るとされる。紀元前6世紀頃の粘土板文書『ムル・アピン (MUL.APIN)』では、「エアの道」の65番目に「野生の犬」「神話上の獣」等を意味するとされる「ウル・イディム (MULUR.IDIM, 英: the Mad Dog)」という名の星座として記された。この想像上の生物の意匠は古代エジプトにも伝わり、プトレマイオス朝のクレオパトラ7世統治時代に建設されたデンデラのハトホル神殿に遺る天体図には、立ち上がったカバの姿をした人物の姿で描かれていた。
古代ギリシア・ローマでは、おおかみ座の星々はケンタウルス座の中にある野生動物を表すアステリズムとして扱われていた。メソポタミアで考えられた意匠がいつ頃地中海沿岸地域に伝わったのかは定かではないが、紀元前3世紀前半にマケドニアで活躍した詩人アラートスの詩篇『ファイノメナ (古希: Φαινόμενα)』には、既にこのアステリズムについての言及がある。アラートスは、ケンタウルス座についてうたった詩の中で、現在のおおかみ座に当たる星々を「野獣（テーリオン (Θηρίον, Therion)」という不特定の野生動物を指す言葉で呼び、ケンタウルス座の一部として扱った。紀元前3世紀後半にアレクサンドリアで活躍した天文学者エラトステネースも同様で、エラトステネースは著書『カタステリスモイ (古希: Καταστερισμοί)』の中で、「ケンタウロスはいけにえを捧げるかのように、野獣を祭壇に向けて掴んでいる」と記している。紀元前1世紀頃の古代ローマの詩人ガイウス・ユリウス・ヒュギーヌスもまた、ケンタウロスがゼウスに供える「いけにえ」 (Hostia) と見なしていた。このように、エラトステネースもヒュギーヌスもともに野獣をケンタウルス座の一部と見なしており、10個の星からなるとしていた。
野獣を1つの星座として独立させたのは、2世紀にアレクサンドリアで活躍した天文学者クラウディオス・プトレマイオスであった。プトレマイオスは、天文書『ヘー・メガレー・スュンタクスィス・テース・アストロノミアース (古希: ἡ Μεγάλη Σύνταξις τῆς Ἀστρονομίας)』、いわゆる『アルマゲスト』の中で、ケンタウロスと野獣を2つの星座に分割し、野獣に19個の星を数えている。
- 『ウラノメトリア』（ヨハン・バイエル、1603年）に描かれたおおかみ座。
- ヨハン・ボーデが1801年に出版した『ウラノグラフィア』に描かれたおおかみ座。

この星座を狼とみなすようになったのはルネサンス期以降のことで、古代メソポタミアでの「ウル・イディム」という呼称に影響を受けたものと考えられている。1603年にドイツの法律家ヨハン・バイエルが刊行した全天星図『ウラノメトリア (Uranometria)』では、ラテン語で「オオカミ」という意味の「LVPVS」という名前で星座絵とそこに書かれた星の簡単な解説が書かれており、星座絵ではケンタウロスに槍（テュルソス）で突き刺されようとしている狼の姿が描かれている。バイエルは、星座の中で目立つ恒星に対してギリシア文字の小文字のαからυまで20個の符号、いわゆるバイエル符号を付した。しかしバイエルがおおかみ座の星に振った符号は、18世紀フランスの天文学者ニコラ＝ルイ・ド・ラカイユによってほぼ全て振り直された。ラカイユは、1756年に出版されたフランス科学アカデミーの1752年版紀要に寄稿した星表と星図の中で、バイエルがおおかみ座に付したバイエル符号を廃して、ギリシア文字の24文字全てと、ラテン文字の小文字の a から h までの9文字の計33文字を新たに振り直した。そのため、バイエルの付けたギリシア文字符号の中で現行のものと一致しているものは αとι の2星しかない。
1922年5月にローマで開催されたIAUの設立総会で現行の88星座が定められた際にそのうちの1つとして選定され、星座名は Lupus、略称は Lup と正式に定められた。

### 中国
ドイツ人宣教師イグナーツ・ケーグラー（戴進賢）らが編纂し、清朝乾隆帝治世の1752年に完成・奏進された星表『欽定儀象考成』では、おおかみ座の星は、二十八宿の東方青龍七宿の第一宿「角宿」から第五宿「心宿」に亘って配されていた。角宿では、ι・τ1の2星が「（武器庫を支える）柱」を表す星官「柱」に充てられた。第二宿「亢宿」では、φ1・1 の2星が「獄吏」を表す「頓頑」に充てられた。第三宿「氐宿」では、2番星が「戦車」を表す星官「陣車」に、ζ・ρ・σの3星が「戦車と騎兵」を表す星官「車騎」に、κが「車騎将軍」を表す星官「騎陣将軍」に、γ・δ・β・λ・ε・μ・π・ο・αの9星が騎兵を表す星官「騎官」に、それぞれ充てられた。第四宿「房宿」では、ψ2・χ の2星が「天子に侍従する官」を表す星官「従官」に充てられた。「心宿」では、θ・ηの2星が「五営軍の兵士」を表す星官「積卒」に充てられた。

## 神話
紀元前の古くから知られた星座だが、この星座の由来を伝えるギリシャ神話はない。19世紀末のアメリカのアマチュア博物学者リチャード・ヒンクリー・アレンは、神との宴に人肉を供したアルカディア王リュカーオーンが大神ゼウスにより狼に変えられた姿である、とする説を紹介しているが、リュカーオーンと星座を結びつけた伝承もなく、後世の後付けとされる。

## 呼称と方言
日本語の学術用語としては「おおかみ」と定められている。
日本では、1874年（明治7年）に文部省より出版された関藤成緒の天文書『星学捷径』で「狼」という名前で紹介されている。1910年（明治43年）2月刊行の日本天文学会の会報『天文月報』第2巻11号に掲載された「星座名」という記事でも「狼」とされていた。この訳名は、1925年（大正14年）に初版が刊行された『理科年表』にも「狼（おほかみ）」として引き継がれた。戦後の1952年（昭和27年）7月に日本天文学会が「星座名はひらがなまたはカタカナで表記する」とした際に、Lupus の日本語名は「おおかみ」と定められた。これ以降は「おおかみ」という表記が継続して用いられている。
現代の中国では、豺狼座（豺狼座）と呼ばれている。